# Lipcsei Márta
Lipcsei Márta (Kovács Márta) (Nagyvárad, 1943. május 3. –) erdélyi magyar költő.

## Életpályája
Szülei: Kovács László, matematika szakos tanár és Hermann Margit óvónő voltak. Elemi és középiskolai tanulmányait szülővárosában végezte el. 1949–1960 között, az Ady Líceumban tanult. 1960–1965 között a kolozsvári Babeș–Bolyai Tudományegyetem fizika-kémia szakos hallgatója volt. Ezután különböző helyeken tanított fizika szakos tanárként. 1973-ban jelent meg első versei. 1978-ban Csíkszeredára költöztek, ahol a Márton Áron líceumban fizika szakos tanáraként dolgozott tíz évig. 1990-ben hazaköltözött Nagyváradra. 1993-ban kezdett ismét versírásba. 2002-ben alapító tagja volt a Várad folyóiratnak, melynek tudományos rovatszerkesztője volt. 2003 óta az Erdélyi Magyar Írók Ligája, 2004-től a Magyar Írószövetség, 2007-től a Romániai Írószövetség tagja.

### Munkássága
Verseiben a fizikából felhasználható szimbólumok lettek a költői megfogalmazás alapjai. Első nyomtatásban megjelent verse a Kelet-Nyugatban látott napvilágot. Versei jelentek meg romániai, magyarországi és szlovákiai lapokban, irodalmi folyóiratokban. Így például: Várad, Helikon, Irodalmi Jelen, Napút, a nagyváradi Bihari Napló irodalmi mellékletében, a Reggeli Újságban. Köteteit, verseit Csíkszeredán, Nagyváradon, Belényesen, Nagyszalontán, Dunaszerdahelyen, Egerben mutatták be. Műveiről kritikai írások is megjelentek: Csillagközi utazásról (1997) Gittai István és Szászi Zoltán írt, Nagyálmos Ildikó a Virtuális Világról (2001), majd Ködöböcz Gábor az Életdicséretről (2008).

## Magánélete
1965-ben házasságot kötött Lipcsei Sándorral, aki szuperszonikus katonai pilóta volt. 1966–1976 között négy gyermeke született. Férje 1992-ben szívrohamban elhunyt.

## Művei
- Csillagközi utazás. Versek; Pallas-Akadémia, Csíkszereda, 1997 (Készülődés)
- Vertikális álomterek (1999)
- Virtuális világ (2001)
- Életgyakorlatok (2005)
- Belső dialógus (2006)
- Életdicséret (2008)
- Hullámszünet (2010)
- Létvarázs (versek, 2014)
- Fénygyökerek (2016)
- Potyautas (versek, 2017)
- Goethe és a pillangóhatás. Színmű három felvonásban; Hungarovox, Budapest, 2018
- Időkristályok. Válogatott versek, 2002–2015; Hungarovox, Budapest, 2019
- A zöld korona (2020)
- Vírusrózsa; Hungarovox, Budapest, 2022